# الواسط (الشحر)

'

تعديل مصدري - تعديل

الواسط هي إحدى قرى عزلة الشحر بمديرية الشحر التابعة لمحافظة حضرموت، بلغ تعداد سكانها 38 نسمة حسب تعداد اليمن لعام 2004.